# Miguel Arcanjo da Costa Barbosa
Miguel Arcanjo da Costa Barbosa foi um político brasileiro do estado de Minas Gerais.
Miguel Arcanjo Barbosa foi deputado estadual de Minas Gerais durante o período de 1993 a 1997 (12ª e 13ª legislaturas), como suplente de alguns deputados afastados

.